# 初恋 (1952年の映画)
『初恋』（はつこい、Secret People）は、1952年のイギリス映画。モノクロ。『ローマの休日』以前のオードリー・ヘプバーンがバレリーナ役として踊る姿が見られる。ヘプバーンはメイン・タイトルでは3番目、エンド・タイトルでは4番目にクレジットされ、これまでで最も大きな役で出演している。

## あらすじ
1930年、ロンドン。幼くして両親を失った姉妹マリアとノラは、父の親友アンセルモに引き取られ、彼の経営するレストランを手伝いながら成長していく。
1937年。アンセルモは、姉妹を連れてパリの万博へ向かった。アンセルモが万博へ向かうのには理由があった。独裁者ガルバン将軍の暗殺である。彼はそのために結成された秘密結社の一員であり、姉妹の父もまたかつては同志で、万博会場でマリアが7年ぶりに再会した恋人ルイもそうであった。
出発直前、マリアはルイから小さなバッグをプレゼントされた。喜んだマリアがバッグを開くと、中にはもうひとつのプレゼントが入っていた。それは、爆弾入りのシュガレットケースだった…。

## スタッフ
- 製作：シドニー・コール
- 監督 : ソロルド・ディキンスン
- 脚本 : ソロルド・ディキンスン、ウォルフガング・ウィルヘルム
- 製作指揮：ハル・メイスン
- 撮影：ゴードン・ダインズ
- 美術：ウィリアム・ケルナー
- 音楽：ロベルト・ジェラール
- 演奏：フィルハーモニア管弦楽団
- 指揮：アーネスト・アービング
- 振付：アンドレ・ハワード

## キャスト
※括弧内は日本語吹替（初回放送1968年6月20日『木曜洋画劇場』）
- マリア - ヴァレンティナ・コルテーゼ（水城蘭子）
- ルイ - セルジュ・レッジャーニ（城達也）
- ノラ - オードリー・ヘプバーン（松尾佳子）
- アンセルモ - チャールズ・ゴルドナー
- ノラ（少女時代）：アンジェラ・フールデス
- ペニー：メグス・ジェンキンス
- ミス・ジャクソン：アイリーン・ワース
- スティーニー：ジョフリー・ヒバート
- シド・バーネット：シドニー・タフラー
- ニューカム巡査部長：ノーマン・ウィリアムズ
- ガルバーン将軍：ヒューゴー・シュスター
- ノラのバレエの舞台での相手役：ジョン・フィールド

## 製作
『初恋』に関しては、若き日のリンゼイ・アンダーソンが製作開始から完成までを時間の経過に沿って記録し、本として出版している。
『初恋』の企画は元々1947年ごろには出来ていた企画であった。ソロルド・ディキンソンとシドニー・コールは夕刊紙でオードリー・ヘプバーンの写真を見てから『ソース・ピカント』に出ているヘプバーンを実際に見に行き、妹ノラ役にヘプバーンをと考えていた。ただし、ディキンソンはヘプバーンを気に入ったものの、姉のマリア役に予定されていたレア・パドヴァーニもルイ役のセルジュ・レッジャーニも背が低かったため、バレリーナとしても妹役としても背が高すぎると考えていた。ところが契約上の衝突からレア・パドヴァーニが役を降りることになり、少し背の高いヴァレンティナ・コルテーゼがマリア役になった。
撮影は1950年11月10日に開始されたが、ノラ役はまだ決まっておらず、何人もの候補者が不合格になっていた。しかし、振付師でもあり、かつてヘプバーンが通っていたバレエ教室のマリー・ランバートと組んでいたアンドレ・ハワードがこの映画に関わっており、ヘプバーンの抜擢を監督に説得し続けていた。1951年2月15日にノラ役のカメラ・テストがイーリング・スタジオで始まった。コルテーゼは「テストを受けた女の子が4人いた」と語っている。「バーの所にいる長い首と大きな目を持ったかわいい女の子（ヘプバーン）が私の目にとまった。私は監督の所に行って、『ねえ、あの子を妹に欲しいわ』と言うと、監督は『ほかの女の子たちも見てみたい』と答えた。そこで私は言った。『いいえ、お願いよ、私はあの子が欲しいの』って。」。23日の二度目のテストの時に、コルテーゼは身長差が目立たないようにヘプバーンに靴を脱がせて、自分は爪先立って演技した。また一流のバレエ・ダンサー、ジョン・フィールドの代役とダンス・シーンのテストを受け、3日後ヘプバーンはハワードからノラ役に決定したことを知らされた。
バレエ・シーンを撮る劇場は恐ろしく寒く、湿気も高かった。ヘプバーンはセーターを3枚も重ね着してタイツにレッグ・ウォーマーも着けてリハーサルしていたが、それでも鳥肌が立っていた。リハーサルは9日間も続いた。
3月19日にバレエシーンのリハーサルがやっと終わったと思ったら、劇場に突然予約が入り、あと2日で取り終わらなければならないことになった。ディキンソンはインフルエンザに罹っており、咳き込み鼻をすすっている状態で監督した。劇場の冷え込みはこれまで以上に厳しかった。観客役のエキストラも朝の8時半にコートも着ずに出演しなければならず、ヘプバーンは薄いバレエ衣装だけで踊らねばならなかった。日頃から鍛えているジョン・フィールドでさえ笑顔を見せるのに努力を要するような状況であった。フィルハーモニア管弦楽団は4、5分の曲を1日中演奏し、ヘプバーンとフィールドは何十テイク分も踊った。合間をぬっては楽屋に駆け込み、電気ヒーターで手を暖め、簡単なマッサージを受けて慌てて舞台に戻っていった。クレーンで移動しながら撮っていたが、クレーンの動きが悪く初めから撮り直しになったり、ヘプバーンが寒さで震えているのが写ってしまいNGになったり、ピルエットをしていたフィールドのカツラが飛んでしまい撮り直しになったりした。
翌日、何としてもその日のうちに撮り終えなければならなかったが、とても仕事ができる状態ではなかった監督がやっと到着すると、前日の分は気に入らないので、もう一度始めからやり直すと宣言した。またしても悲惨な1日を費やして、真夜中近くにやっとバレエシーンを撮り終えた。
『初恋』はラフ・カットではほぼ2時間の長さであったが、そのうちの20分が1951年11月の試写の前にカットされた。

## エピソード
- 1966年の日本初公開時には“初恋（ファースト・ラブ）”と副題が付いていた[6][7]。1993年リバイバル時には副題は無くなっている。
- ビデオ、レーザーディスク、DVD発売時には脇役ながらタイトルに『オードリー・ヘプバーンの』という言葉が付けられている。